# Protein màng

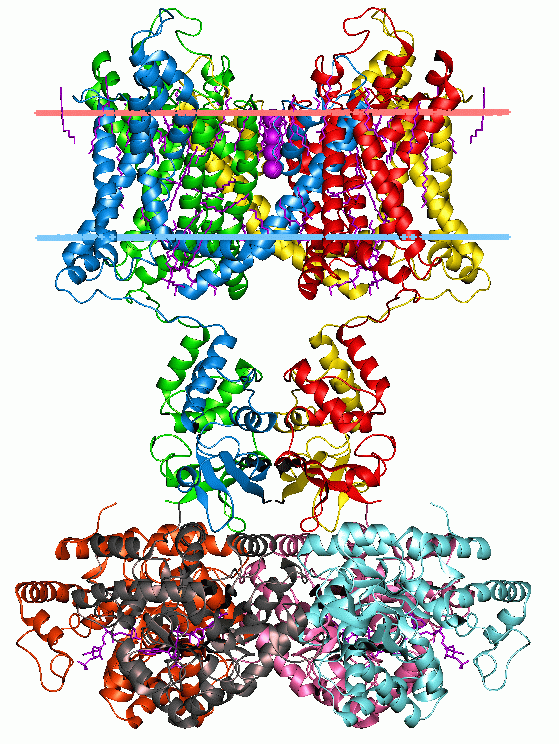
Cấu trúc tinh thể của kênh kali Kv1.2/2.1 Chimera. Ranh giới hydrocarbon của lớp kép lipid theo tính toán được thể hiện bằng các chấm màu đỏ và xanh lam.

Protein màng là những protein tương tác với, hoặc là một phần của, các màng sinh học. Chúng có thể chia làm hai loại chính là protein màng không tách rời, tức được neo hoặc là một phần vĩnh viễn của màng tế bào và các protein màng ngoại vi, tức chỉ tạm thời gắn vào lớp kép lipid hoặc gắn với các protein không tách rời khác.  Các protein màng không tách rời có thể được phân loại tiếp thành protein xuyên màng, với vị trí nằm là xuyên qua cả lớp kép lipid và các protein đơn hướng, chỉ gắn vào một bên của màng tế bào. Protein màng là một loại protein phổ biến cùng với protein hòa tan hình cầu, protein sợi và các protein "khuyết tật". Protein màng là mục tiêu của hơn 50% tất cả các loại thuốc chữa bệnh hiện đại. Người ta ước tính rằng 20-30% của tất cả các gen trong hầu hết các bộ gen là mã hóa cho protein màng.
So với các loại protein khác, việc xác định cấu trúc protein màng tế bào vẫn là một thách thức lớn, đa phần do gặp khó khăn trong việc thiết lập các điều kiện thí nghiệm giúp bảo tồn cấu trúc chính xác của protein như trong môi trường không có không khí.

## Chức năng
Protein màng giúp thực hiện một loạt các chức năng quan trọng đối với sự sống còn của các sinh vật, có thể kể đến như:
- Protein thụ thể màng, giúp chuyển tiếp tín hiệu giữa môi trường bên trong và bên ngoài của tế bào.
- Protein vận chuyển, giúp vận chuyển các phân tử và các ion qua màng. Chúng có thể được phân loại theo Cơ sở dữ liệu Phân loại Protein vận chuyển.
- Các enzyme màng với nhiều hoạt tính khác nhau, chẳng hạn như oxidoreductase, transferase hoặc hydrolase.[9]
- Các phân tử bám dính tế bào cho phép các tế bào nhận diện và tương tác lẫn nhau. Ví dụ, các protein liên quan đến đáp ứng của hệ miễn dịch.

## Bộ gen
Người ta cho rằng phần lớn của tất cả các protein là protein màng. Ví dụ, khoảng 1000 trong số ~ 4200 protein của E. coli được dự đoán là protein màng tế bào. Làm thí nghiệm định vị màng tế bào đã được xác nhận cho hơn 600 trong số đó. Việc định vị protein trong màng tế bào là rất đáng tin cậy do sử dụng các phương pháp phân tích phần kỵ nước của chuỗi protein, tức là định vị các trình tự amino acid kị nước.